# Lecteria pygmaea
Lecteria pygmaea är en tvåvingeart som först beskrevs av Alexander 1914.  Lecteria pygmaea ingår i släktet Lecteria och familjen småharkrankar. Inga underarter finns listade i Catalogue of Life.